# ココロビーダマ
「ココロビーダマ」は、日本の音楽デュオ・RYTHEMの9作目のシングル。

## 解説
テレビ東京系『焼きたて!!ジャぱん』のエンディングテーマ。カップリングの「M」はプリンセス・プリンセスのカバー。

## 収録曲
1. ココロビーダマ（作詞・作曲:RYTHEM、編曲:CHOKKAKU）
2. M（作詞:富田京子、作曲:奥居香、編曲:清水信之）
3. 願い (朝焼けver.)
4. ココロビーダマ（Instrumental）

## 参加ミュージシャン
RYTHEM
- YUI：Vocal (#1,2,3)
- YUKA：Vocal (#1,2,3)

Additional Musician
- CHOKKAKU：Sound Produced & Programming & Instruments (#1,4)

## 収録アルバム
- 夢現ファクトリー (#1)
- BEST STORY (#1)